# Alizapride
Alizapride (Litican, Plitican, Superan, Vipesan) là một chất đối kháng dopamine với tác dụng prokinetic và chống nôn được sử dụng trong điều trị buồn nôn và nôn, bao gồm buồn nôn và nôn sau phẫu thuật. Nó có cấu trúc liên quan đến metoclopramide và các loại benzamide khác.